# My Best Friend’s Birthday
My Best Friend’s Birthday – niezależny, czarno-biały film Quentina Tarantino i Craiga Hamanna. Projekt rozpoczął się w 1984 roku, gdy obaj pracowali w Manhattan Beach w Kalifornii. Wspólnie napisali 80 stron scenariusza i z budżetem 5 000 $ nakręcili film. Oryginalnie film trwał około 70 minut, jednak z powodu pożaru przetrwało tylko 36 minut. Film pokazano na kilku festiwalach, nie zdobył jednak żadnych znaczących nagród i nigdy nie został oficjalnie wydany. Kilkoro aktorów z filmu później pojawiło się w innych filmach Tarantino, m.in. Wściekłe psy, Pulp Fiction i Kill Bill.
Tarantino sam przyznał, że film był bardzo słabo wyreżyserowany, jednak doświadczenie nabyte podczas jego kręcenia pomogło mu w reżyserowaniu następnych filmów.